# Islam Mansouri
Islam Mansouri   (23 de juliol de 1997) és un ciclista algerià professional des del 2017 i actualment a l'equip Madar.

## Palmarès
- 2014
  -  Campió d'Algèria júnior en ruta
- 2015
  -  Campió d'Algèria júnior en ruta
- 2017
  - Campió àrab de contrarellotge per equips
  -  Campió d'Algèria sub-23 en contrarellotge
  - 1r al Tour del Senegal i vencedor d'una etapa
  - Vencedor d'una etapa a la Volta a Tunísia
  - Vencedor d'una etapa a la Volta a Algèria
  - Vencedor d'una etapa al Gran Premi internacional de la vila d'Alger
- 2018
  - Vencedor d'una etapa al Tour del Senegal
- 2019
  - Vencedor d'una etapa al Tour de Sidi Bel Abbès
- 2022
  -  Campió d'Algèria en ruta
  - 1r a la Challenge Spécial Ramadan i vencedor d'una etapa
  - 1r al Gran Premi Ongola
  - Vencedor d'una etapa al Gran Premi Chantal Biya
- 2023
  - 1r al Gran Premi d'El Malah
- 2024
  - Vencedor de 2 etapes al Gran Premi Chantal Biya
- 2925
  - 1r al Tour del Camerun i vencedor d'una etapa